# رسالة من امرأة مجهولة (فلم)
رسالة من امرأة مجهولة هو فيلم رومانسي موسيقي مصري تم إنتاجه عام 1962، من إخراج صلاح أبو سيف، ومن بطولة فريد الأطرش ولبنى عبد العزيز، الفيلم من إنتاج صلاح ذو الفقار، وهو مأخوذ عن قصة قصيرة تحمل نفس الأسم للكاتب النمساوي استيفان زيفايج.

## قصة الفيلم
أحمد سامح (فريد الأطرش) موسيقار ومطرب معروف يعيش حياة اللهو والعبث معاقرًا للخمر ومصاحبًا للنساء، ويعاني من الوحدة رغم شلة المنتفعين مثل منعم (عبد المنعم إبراهيم) ونيفين (ليلى كريم) التي تبذل كل جهد للاقتران به. وفي يوم مولده تصله رسالة مطولة كاد أن يطيح بها جانبا لولا أنه قرأ على الظرف رسالة تكشف سرًا مجهولًا في حياتك فاقرأها على مهل فقرأها على الفور، وفيها أن فتاة تدعى أمل (لبنى عبد العزيز) كانت تسكن أمام منزله وكانت من المعجبين به، تراقبه من نافذة حجرتها، دون أن يشعر بها، وتتفاعل مع ألحانه ومعاناته في ميلادها، حتى تمكن حبه من قلبها، وتعمدت إلقاء كيس مخدتها في شرفته لتدخل إلى منزله، وتعرفت على عم إبراهيم (فاخر فاخر) خادمه، وأثناء خروجها اصطدمت به وتحدثا وأثنى على جمال عينيها، وأهداها علبة شيكولاتة وافترقا. تزوجت أمها خديجة (ماري منيب) من عم محفوظ (يعقوب ميخائيل) وانتقلوا للمنصورة، ومر عامان، والبعد مثل فوات الزمان يساعد على النسيان، ولكنها لم تنسى، كانت تتابع إخباره من الصحف والمجلات. وانتهت دراستها وتقدم لها حسنى (كمال الزينى) للزواج ولكنها اعتذرت، وسافرت للقاهرة للعيش مع عمتها فاطمة (أمينة رزق) والالتحاق بالعمل بشركة تأمين. ومرت أمام منزل سامح عدة مرات حتى لمحت عم إبراهيم الذي تذكرها وألح عليها أن تجلس معه قليلًا، وصعدت معه للشقة، وعلمت منه كل أخبار سامح، ووجدته مازال لاهيًا حزينًا ونزلت، وفي الطريق تناثر على ثيابها ماء الطريق من أثر عجلات سيارته، واعتذر لها، وقابلت فعلته بابتسام، ودعاها لتوصيلها فقبلت، ثم دعاها لترى عمله في الاستوديو فقبلت، ثم دعاها للعشاء فقبلت، وفي العودة ساروا في طريق خال فسقطت سيارته في حفرة، وتعذر إنقاذها لأن الوقت متأخر، ودعاهم فواز (عبد الغني النجدي) خفير أحد المنازل الخالية من أصحابها ظنًا أنهم زوجان، واستسلمت له ونسى، ولم تنس هي، فقد بقيت في أحشاءها ذكرى منه. وصارحت عمتها بماحدث، وتسترت عليها، وزارت عم إبراهيم ووجدت سامح مازال لاهيًا، وخشيت من البوح بسرها، وأخذت إجازه من العمل حتى وضعت حملها، ولدًا أسمته سامح (يوسف حسني) ثم عادت للعمل وفي أصبعها خاتم زواج إدعاءًا. وتعرفت على الأستاذ سعيد كامل (حسين السيد) عميل شركة التأمين وساعدها في عملها كثيراً، وكان نعم الصديق، وطلبها للزواج واعتذرت، ولم يفقد الأمل وظل سنوات بجوارها، وقال لها سعيد كامل أن تنساه فهو لايستحقها وقلبه موزع على الكثيرات. ثم قابلت سامح وقال لها أنه يظن أنه رآها من قبل، ذهبت أمل مع سامح إلى منزله وظنها فتاة ليل فتركته وغادرت. صدمت سيارة مسرعة إبنها سامح واحتاج إلى نقل دم، ولم يجدوا فصيلته فأرسلت له الرسالة من أجل القدوم بسرعة لإنقاذ إبنه، فهو الأمل الوحيد الباقي لها، وبالفعل أسرع سامح للمستشفى متبرعًا بدمه.

## فريق العمل
- إخراج: صلاح أبو سيف
- إنتاج: صلاح ذو الفقار
- توزيع داخلي: رمسيس نجيب
- توزيع خارجي: شركة نوري وصالح بدمشق
- تأليف:

1. استيفان زيفايج (قصة)
2. فتحي زكي (سيناريو)
3. خيرية خيري (سيناريو)
4. السيد بدير (حوار)
5. فتحي غانم (كلمات الرسالة)

## طاقم التمثيل
- فريد الأطرش (أحمد سامح)
- لبنى عبد العزيز (آمال)
- ماري منيب (أم آمال)
- أمينة رزق (عمة آمال)
- فاخر فاخر (عم إبراهيم)
- ليلى كريم (نيفين)
- حسين السيد (سعيد كامل)
- يعقوب ميخائيل
- عبد الغني النجدي (الغفير)
- نوال أبو الفتوح
- عزت العلايلي (صديق أحمد سامح)
- عبد المنعم إبراهيم (الطبيب) (ضيف شرف)

## أغاني الفيلم
- غناء: فريد الأطرش
- ألحان: فريد الأطرش

1. إشتقتلك (كلمات: عبد الجليل وهبي)
2. عذاب عذاب (كلمات: فتحي قورة)
3. قلبي ومفتاحه (كلمات: فتحي قورة)
4. مش كفاية (كلمات: فتحي قورة)

## روابط خارجية
- مقالات تستعمل روابط فنية بلا صلة مع ويكي بيانات